# Église Saint-Saturnin de Cusset
L'église Saint-Saturnin est un édifice situé dans le centre-ville de Cusset dans le sud-est du département de l'Allier. Principal édifice religieux de la ville, elle a été construite entre 1857 et 1867, dans un style début du gothique. 

## Histoire
Une église romane dédiée à saint Saturnin est construite à la fin du XIe siècle à cet emplacement, cœur de la cité royale qu'était alors Cusset. Elle est remaniée à l'époque gothique. La municipalité de la ville décide en 1857 de la faire démolir car elle est jugée trop délabrée et trop exiguë. Elle confie la construction d'un nouvel édifice à Jean-Baptiste Lassus, un architecte parisien réputé, spécialiste de l'architecture du Moyen Âge dont il s'est déjà inspiré pour la construction d'autres églises (basilique Saint-Nicolas de Nantes, église du Sacré-Cœur de Moulins, église Saint-Pierre de Dijon...). Pour l'église de Cusset, il va s'inspirer du style gothique du début du XIIIe siècle. Mais il meurt peu après son arrivée en 1857, à 50 ans, dans la ville voisine de Vichy. L'architecte vichyssois Hugues Batilliat reprend alors ses plans quelques années plus tard, en 1861, et l'église est achevée en 1867,.  
Napoléon III, qui fréquentait la station thermale voisine de Vichy et fit une visite à Cusset en 1861 ou 1862, financera la construction du clocher.
La première messe est célébrée dans la nouvelle église le 15 août 1867 et l'année suivante, le 16 mai 1868, elle est consacrée par monseigneur de Dreux-Brézé, évêque du diocèse de Moulins. 
Le bâtiment est inscrit aux monuments historiques par arrêté du 26 février 2013, la protection portant sur l'intégralité de l'église dont les autels, la chaire et tous les autres éléments fixes.

## Description
L'église est construite sur un plan basilical en pierre calcaire provenant de carrières de la région, avec un clocher carré surmonté d'une flèche et accolé au transept Ouest. La nef de six travées doublée de deux bas-côtés, est orientée au nord avec un transept non saillant et un chœur à déambulatoire et chapelles rayonnantes. Cette orientation peu fréquente est due à la densité du tissu urbain alors existant lors de sa construction.  
À l'intérieur de l'église, les hautes voûtes d'ogives de la nef retombent sur des colonnes circulaires massives à chapiteaux. Le décor se compose de chapiteaux sculptés chacun avec un décor différent, de culots de retombée des arcs inspirés des croquis de Villard de Honnecourt, un maître d'œuvre du XIIIe siècle et des tympans des portes extérieures et intérieures, où sont sculptés la bénédiction d'une cloche par saint Saturnin et le roi David jouant de la harpe. L'éclairage naturel se fait par des oculus à remplage en rosace percés dans les hauteurs de la nef et des baies en arc brisé percées dans les murs des bas-côtés. 
Les vitraux sont l'œuvre du maître-verrier auvergnat Émile Thibaud avec une grande diversité dans l'iconographie. Le mobilier — chaire, confessionnaux, escalier de tribune, meuble de sacristie — est composé principalement d'éléments de style néogothique en bois ciré.

## Galerie photos

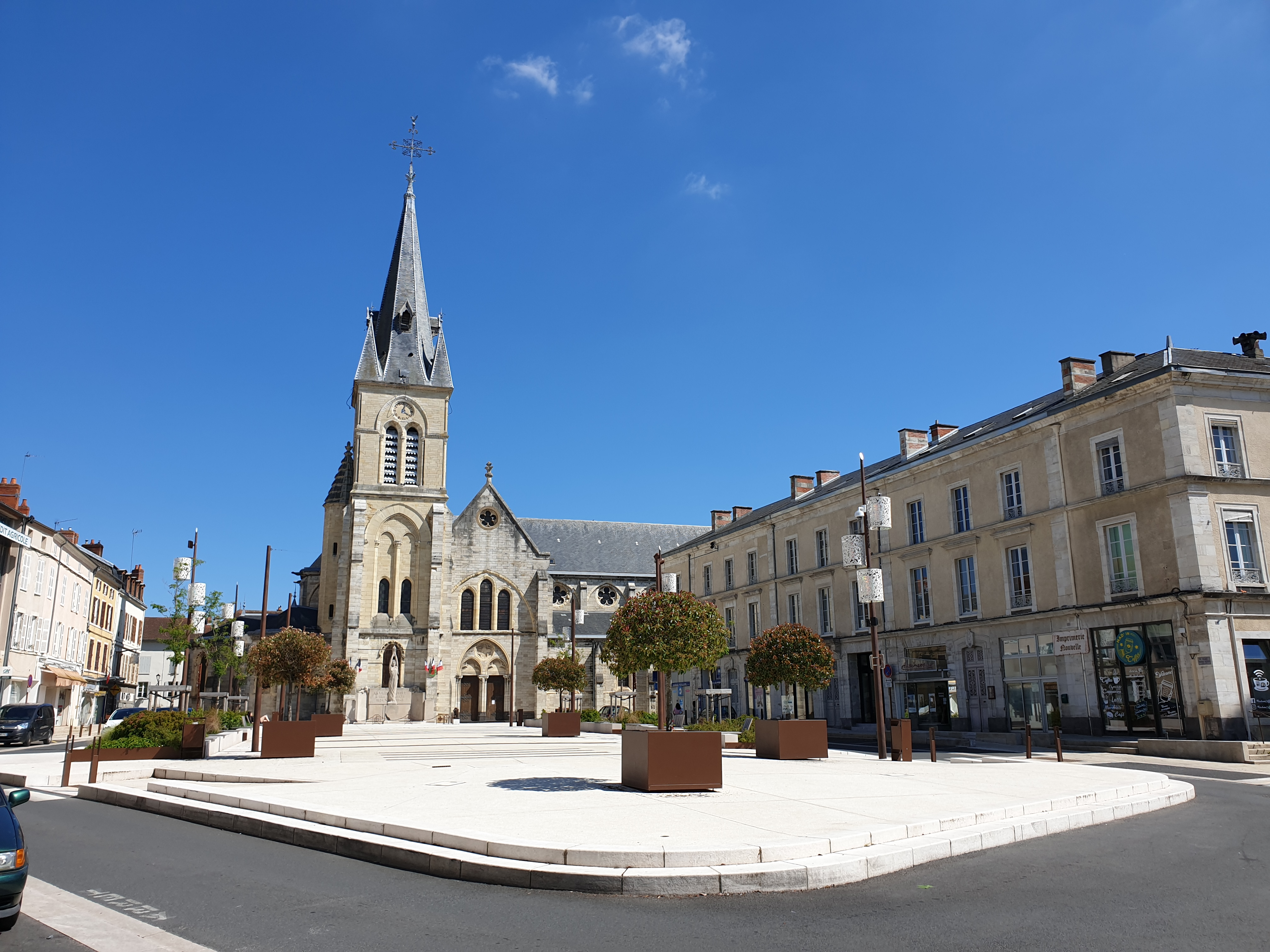
La place Victor-Hugo, place centrale et historique de Cusset avec l'église Saint-Saturnin.
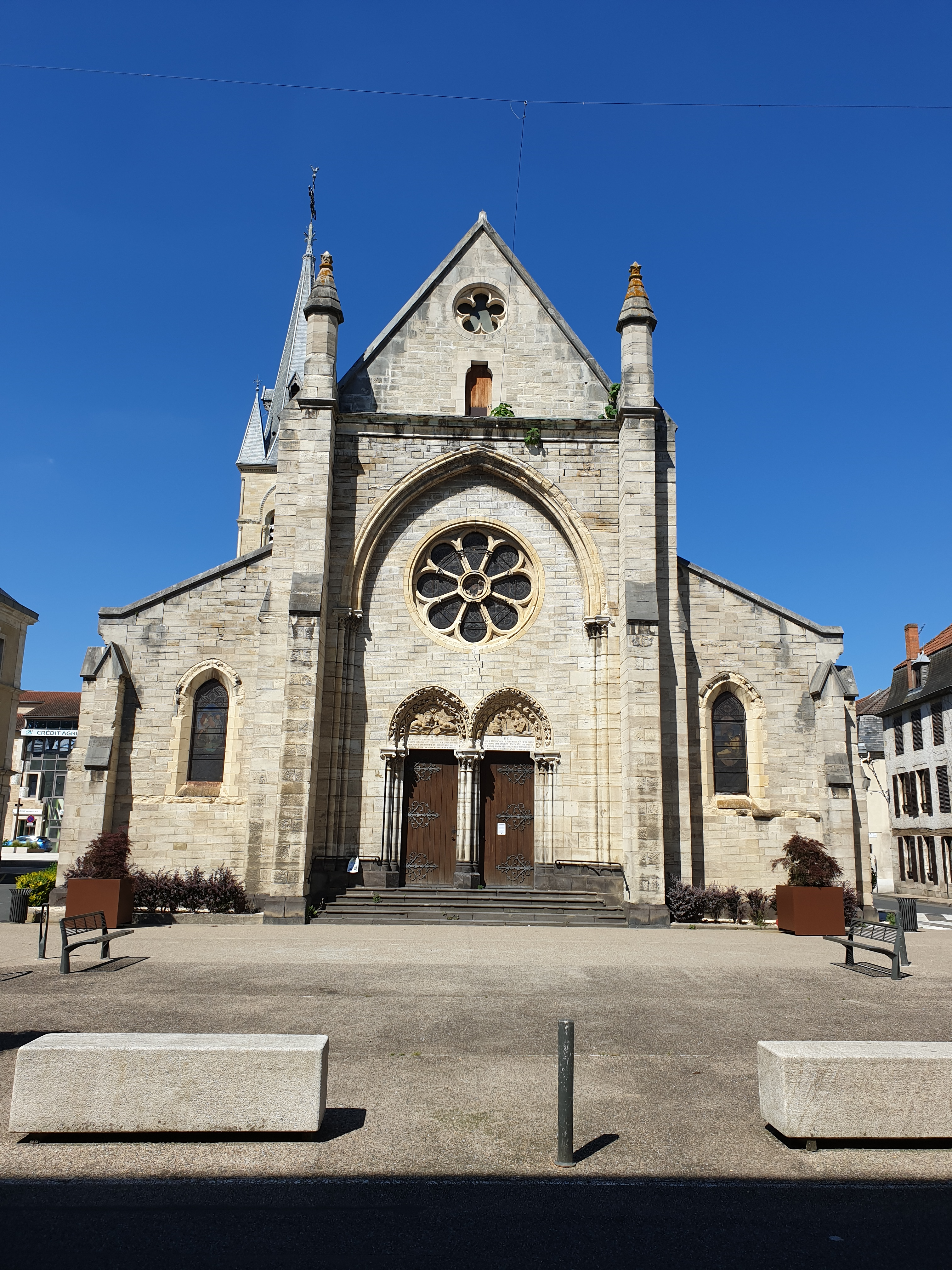
Le parvis et l'entrée principale de l'église, place Radoult-de-Lafosse.
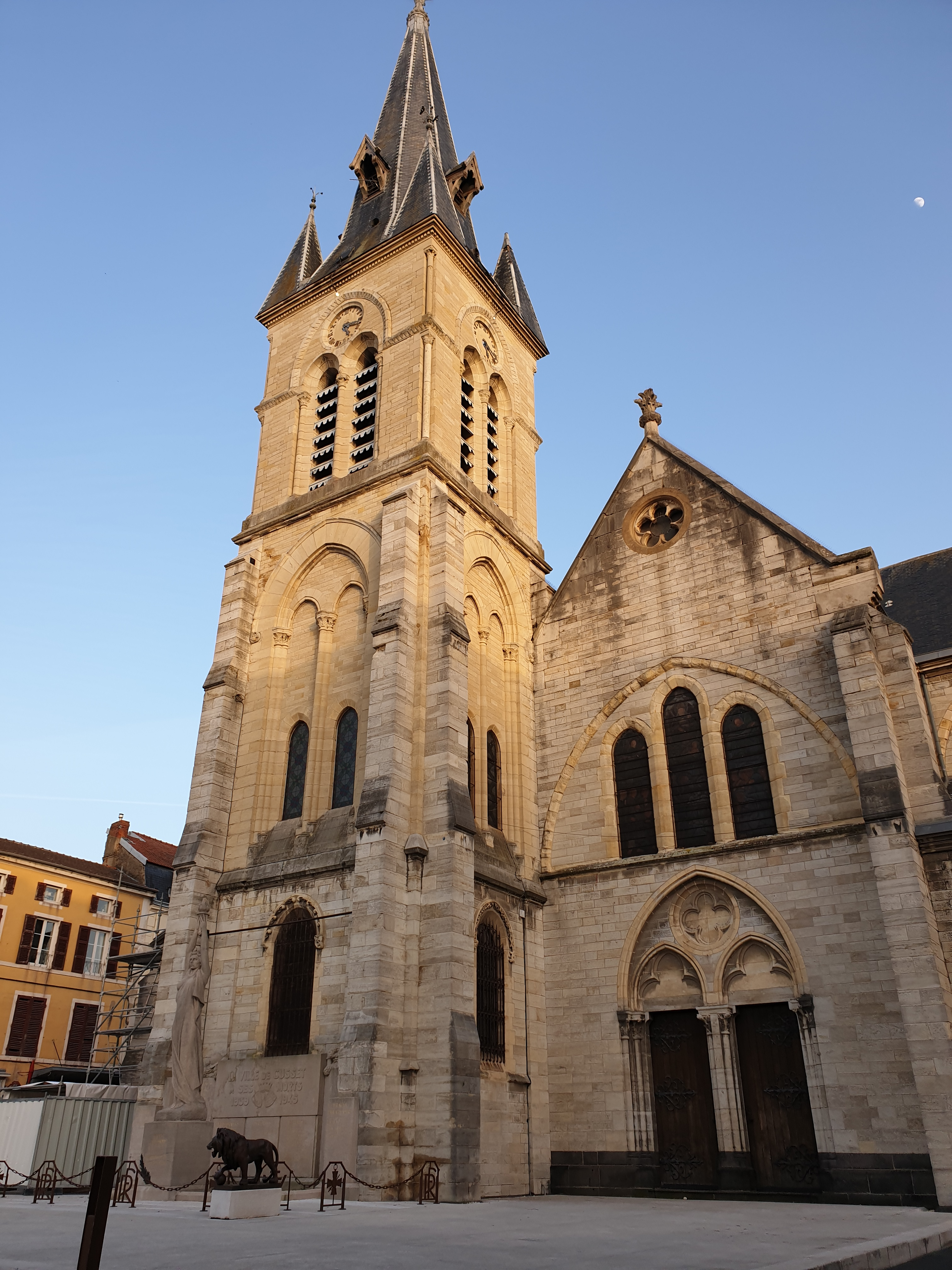
Le clocher.
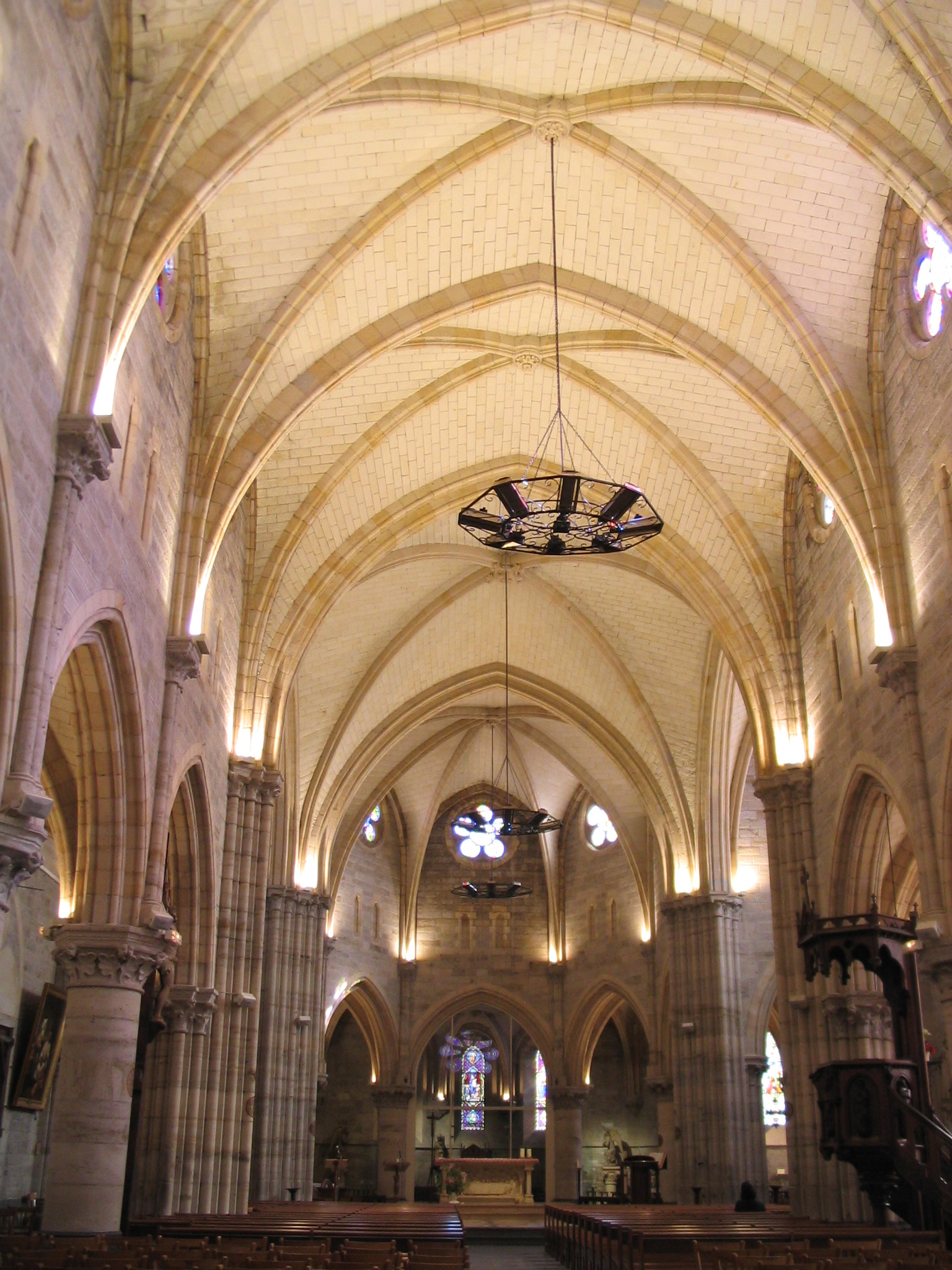
La nef.